# Almena, Wisconsin
Almena là một làng thuộc quận Barron, tiểu bang Wisconsin, Hoa Kỳ. Năm 2006, dân số của làng này là 720 người.